# زينب بنزينة
زينب بنزينة بن عبد الله عالمة آثار تونسية ومديرة البحوث في معهد التراث الوطني ومقره في تونس العاصمة. ولدت في تونس العاصمة وهي ابنة الدكتورة توحيدة بن الشيخ، أول طبيبة في العالم العربي.
ألفت أو شاركت في تأليف العديد من المنشورات البحثية عن تونس القديمة وشمال أفريقيا، وهي خبيرة في تاريخ مقاطعة أفريكا الرومانية وعلى وجه الخصوص مدينة قرطاج التونسية.